# Proterhinus adamsoni
Proterhinus adamsoni is een keversoort uit de familie Belidae. De wetenschappelijke naam van de soort is voor het eerst geldig gepubliceerd in 1932 door Perkins.